# جاركو راكوتشفيتش
جاركو راكوتشفيتش مواليد 4 يناير 1984 في جمهورية يوغوسلافيا الاشتراكية الاتحادية، هو لاعب كرة سلة مونتينيغري. بدأ مسيرته الاحترافية في سنة 2002. يحمل الرقم 24.

## المسيرة الاحترافية
لعب مع نادي بودوشنوست لكرة السلة من سنة 2002 إلى 2008، ثم لعب مع نادي بارتيزان لكرة السلة في موسم 2008–2009، ثم لعب مع نادي بوسنا رويال لكرة السلة في سنة 2010، ثم لعب مع نادي إيجوكيا لكرة السلة في موسم 2010–2011، ثم لعب مع نادي هالمان فيينا لكرة السلة في سنة 2011، ثم لعب مع فالنسيا باسكت في الدوري الإسباني في موسم 2011–2012.

## روابط خارجية
- جاركو راكوتشفيتش على موقع الاتحاد الدولي لكرة السلة (الإنجليزية)
- جاركو راكوتشفيتش على موقع الدوري الأوروبي لكرة السلة (الإنجليزية)
- جاركو راكوتشفيتش على موقع الدوري الإسباني لكرة السلة (الإسبانية)
- جاركو راكوتشفيتش على موقع كرة السلة الأوروبية.كوم (الإنجليزية)
- جاركو راكوتشفيتش على موقع ريلجم (الإنجليزية)
- جاركو راكوتشفيتش على موقع بروبوليرز (الإنجليزية)
- جاركو راكوتشفيتش على موقع سبورتس رفرنس (الإنجليزية)